# Lamelouze
Lamelouze est une commune française située dans le nord du département du Gard en région Occitanie.
Exposée à un climat méditerranéen, elle est drainée par le Galeizon et par divers autres petits cours d'eau. Incluse dans les Cévennes, la commune possède un patrimoine naturel remarquable : un site Natura 2000 (la « vallée du Galeizon ») et deux zones naturelles d'intérêt écologique, faunistique et floristique.
Lamelouze est une commune rurale qui compte 138 habitants en 2022, après avoir connu un pic de population de 384 habitants en 1841.  Elle fait partie de l'aire d'attraction d'Alès. Ses habitants sont appelés les Lamelouziens ou  Lamelouziennes.

## Géographie

### Localisation
La commune est située dans le nord-ouest du département du Gard. Elle est limitrophe de la Lozère.

### Communes limitrophes
| Le Collet-de-Dèze (Lozère)       | Branoux-les-Taillades |                      |
| Saint-Martin-de-Boubaux (Lozère) | Lamelouze             | Les Salles-du-Gardon |
|                                  | Soustelle             |                      |

### Climat
Pour des articles plus généraux, voir Climat de l'Occitanie et Climat du Gard.
En 2010, le climat de la commune est de type climat méditerranéen franc, selon une étude s'appuyant sur une série de données couvrant la période 1971-2000. En 2020, Météo-France publie une typologie des climats de la France métropolitaine dans laquelle la commune est exposée à un climat de montagne ou de marges de montagne et est dans la région climatique Provence, Languedoc-Roussillon, caractérisée par une pluviométrie faible en été, un très bon ensoleillement (2 600 h/an), un été chaud (21,5 °C), un air très sec en été, sec en toutes saisons, des vents forts (fréquence de 40 à 50 % de vents > 5 m/s) et peu de brouillards.
Pour la période 1971-2000, la température annuelle moyenne est de 11,4 °C, avec une amplitude thermique annuelle de 16,4 °C. Le cumul annuel moyen de précipitations est de 1 489 mm, avec 8,8 jours de précipitations en janvier et 4,6 jours en juillet. Pour la période 1991-2020, la température moyenne annuelle observée sur la station météorologique la plus proche, située sur la commune de La Grand-Combe à 5 km à vol d'oiseau, est de 13,7 °C et le cumul annuel moyen de précipitations est de 1 414,0 mm,. Pour l'avenir, les paramètres climatiques de la commune estimés pour 2050 selon différents scénarios d'émission de gaz à effet de serre sont consultables sur un site dédié publié par Météo-France en novembre 2022.

### Milieux naturels et biodiversité

#### Espaces protégés
La protection réglementaire est le mode d’intervention le plus fort pour préserver des espaces naturels remarquables et leur biodiversité associée,.
Dans ce cadre, la commune fait partie de l'aire d'adhésion du Parc national des Cévennes. Ce  parc national, créé en 1967, est un territoire de moyenne montagne formé de cinq entités géographiques : le massif de l'Aigoual, le causse Méjean avec les gorges du Tarn et de la Jonte, le mont Lozère, les vallées cévenoles ainsi que le piémont cévenol.
La commune fait partie de la zone de transition des Cévennes, un territoire d'une superficie de 116 032 ha reconnu réserve de biosphère par l'UNESCO en 1985 pour la mosaïque de milieux naturels qui la composent et qui abritent une biodiversité exceptionnelle, avec 2 400 espèces animales, 2 300 espèces de plantes à fleurs et de fougères, auxquelles s’ajoutent d’innombrables mousses, lichens, champignons,.

#### Réseau Natura 2000

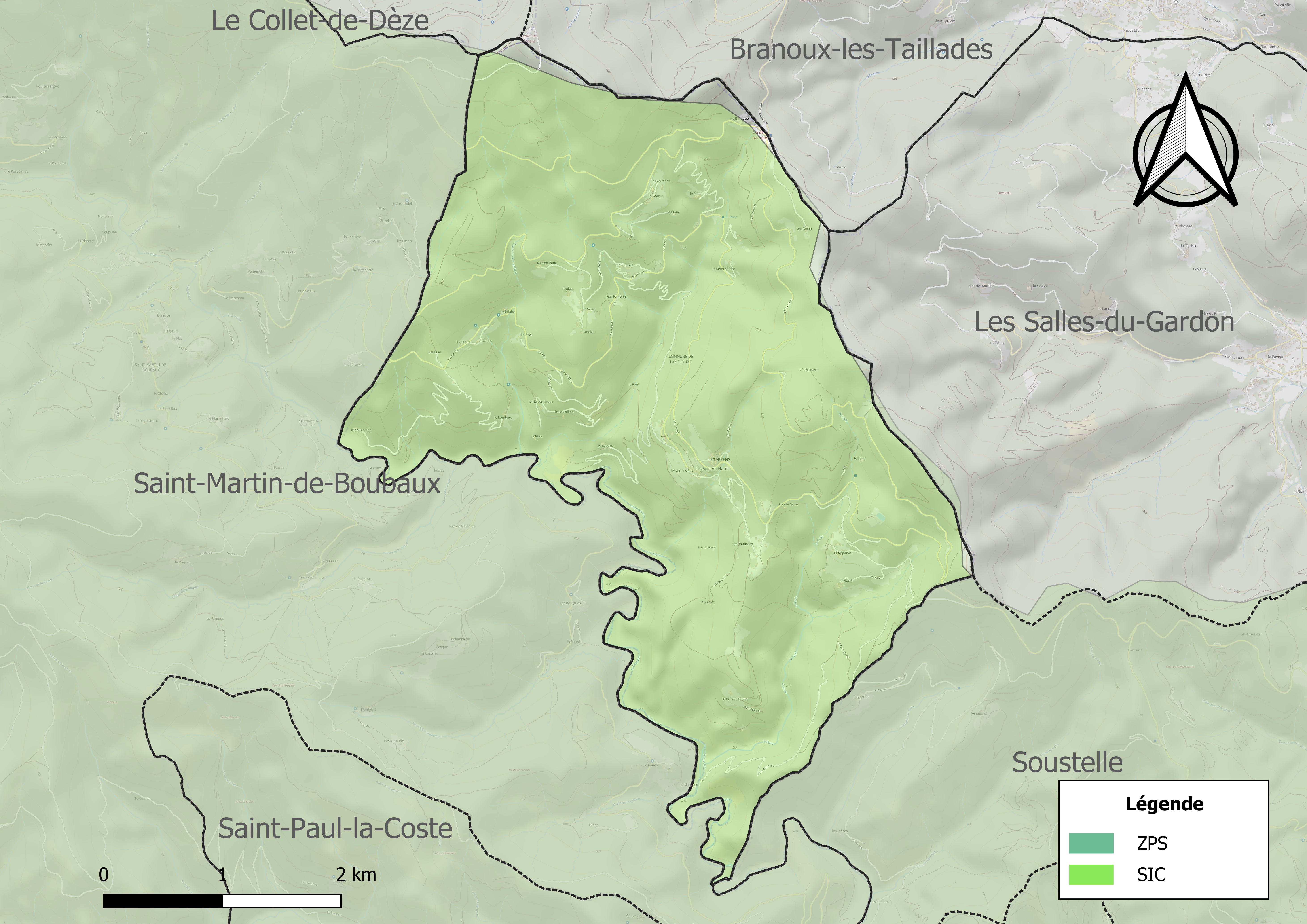
Site Natura 2000 sur le territoire communal.

Le réseau Natura 2000 est un réseau écologique européen de sites naturels d'intérêt écologique élaboré à partir des directives habitats et oiseaux, constitué de zones spéciales de conservation (ZSC) et de zones de protection spéciale (ZPS).
Un site Natura 2000 a été défini sur la commune au titre de la directive habitats : la « vallée du Galeizon », d'une superficie de 8 637 ha, une vallée très enclavée est restée sauvage. On y remarque une pinède de Pin de Salzmann, des landes sèches à Ciste de Pouzolz (Cistus pouzolzii) et des ravins humides qui abritent de nombreuses fougères.

#### Zones naturelles d'intérêt écologique, faunistique et floristique
L’inventaire des zones naturelles d'intérêt écologique, faunistique et floristique (ZNIEFF) a pour objectif de réaliser une couverture des zones les plus intéressantes sur le plan écologique, essentiellement dans la perspective d’améliorer la connaissance du patrimoine naturel national et de fournir aux différents décideurs un outil d’aide à la prise en compte de l’environnement dans l’aménagement du territoire.
Une ZNIEFF de type 1 est recensée sur la commune :
la « vallée du Galeizon à Lamelouze » (83 ha), couvrant 2 communes dont 1 dans le Gard et 1 dans la Lozère et une ZNIEFF de type 2, : 
les « Hautes vallées des Gardons » (73 898 ha), couvrant 48 communes dont 27 dans le Gard et 21 dans la Lozère.

Carte des ZNIEFF de type 1 et 2 à Lamelouze.
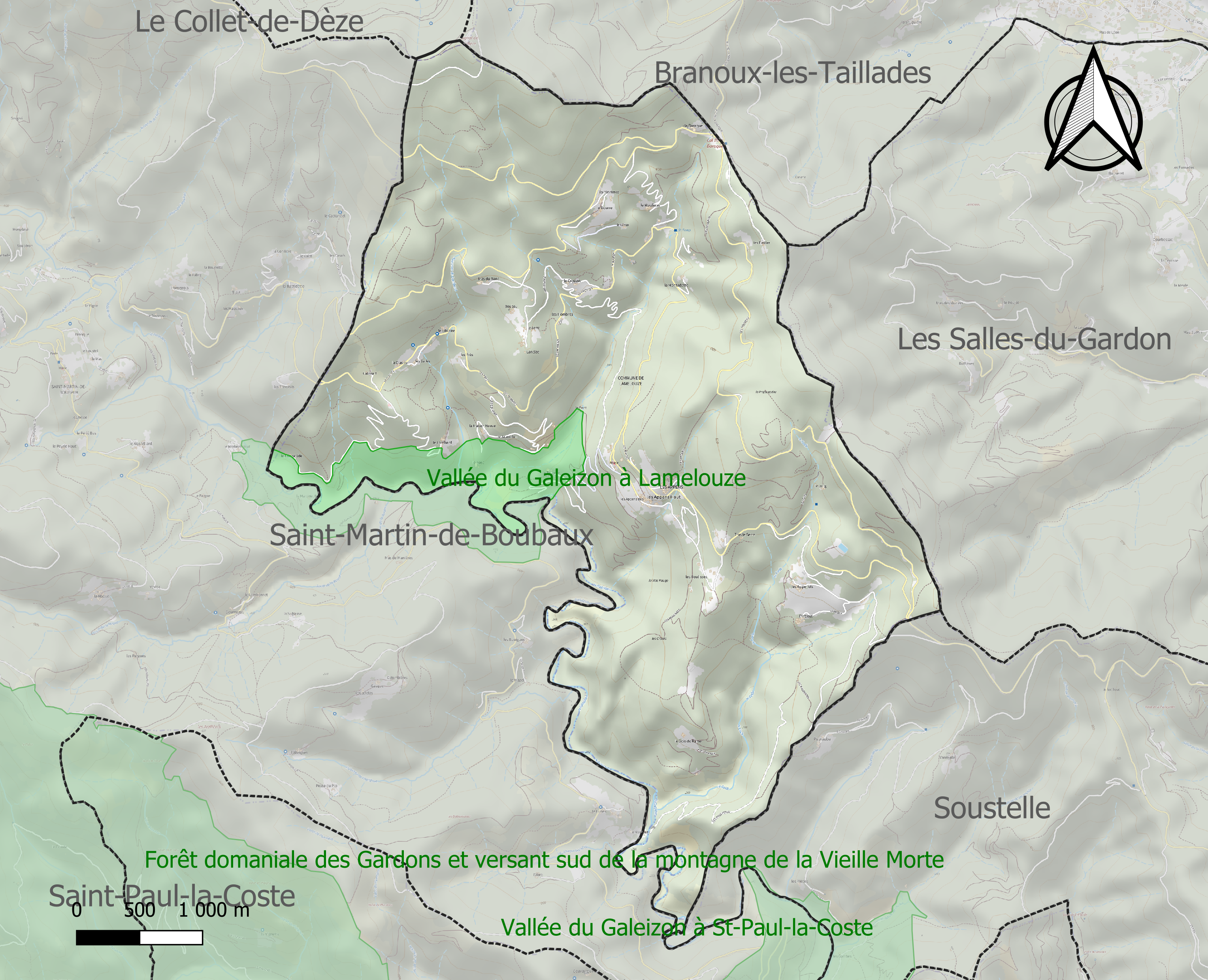
Carte de la ZNIEFF de type 1 sur la commune.
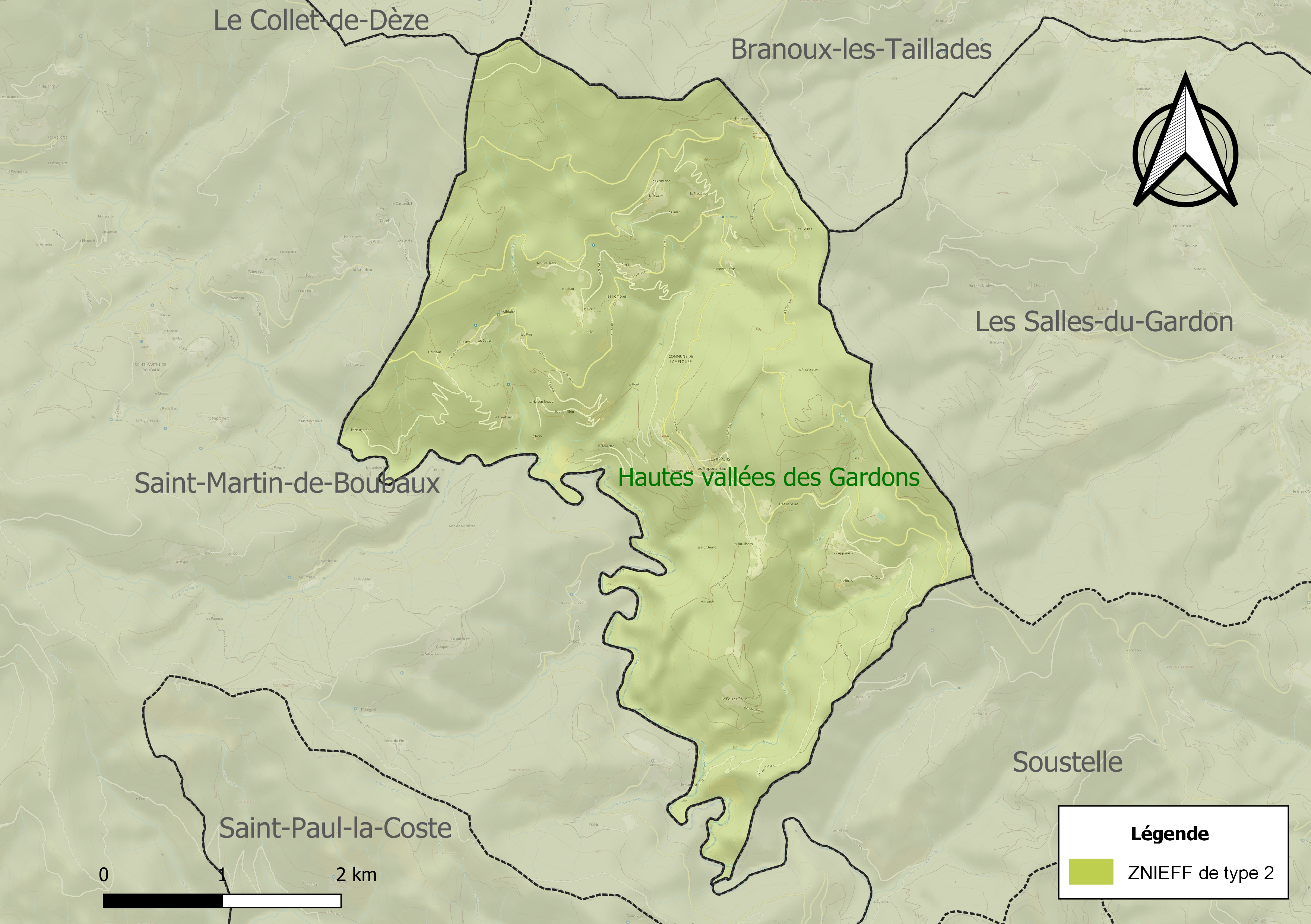
Carte de la ZNIEFF de type 2 sur la commune.

## Urbanisme

### Typologie
Au 1er janvier 2024, Lamelouze est catégorisée commune rurale à habitat très dispersé, selon la nouvelle grille communale de densité à sept niveaux définie par l'Insee en 2022.
Elle est située hors unité urbaine. Par ailleurs la commune fait partie de l'aire d'attraction d'Alès, dont elle est une commune de la couronne,. Cette aire, qui regroupe 64 communes, est catégorisée dans les aires de 50 000 à moins de 200 000 habitants,.

### Occupation des sols
L'occupation des sols de la commune, telle qu'elle ressort de la base de données européenne d’occupation biophysique des sols Corine Land Cover (CLC), est marquée par l'importance des forêts et milieux semi-naturels (94 % en 2018), une proportion identique à celle de 1990 (94 %). La répartition détaillée en 2018 est la suivante : 
forêts (85,8 %), milieux à végétation arbustive et/ou herbacée (8,1 %), zones agricoles hétérogènes (6 %). L'évolution de l’occupation des sols de la commune et de ses infrastructures peut être observée sur les différentes représentations cartographiques du territoire : la carte de Cassini (XVIIIe siècle), la carte d'état-major (1820-1866) et les cartes ou photos aériennes de l'IGN pour la période actuelle (1950 à aujourd'hui).

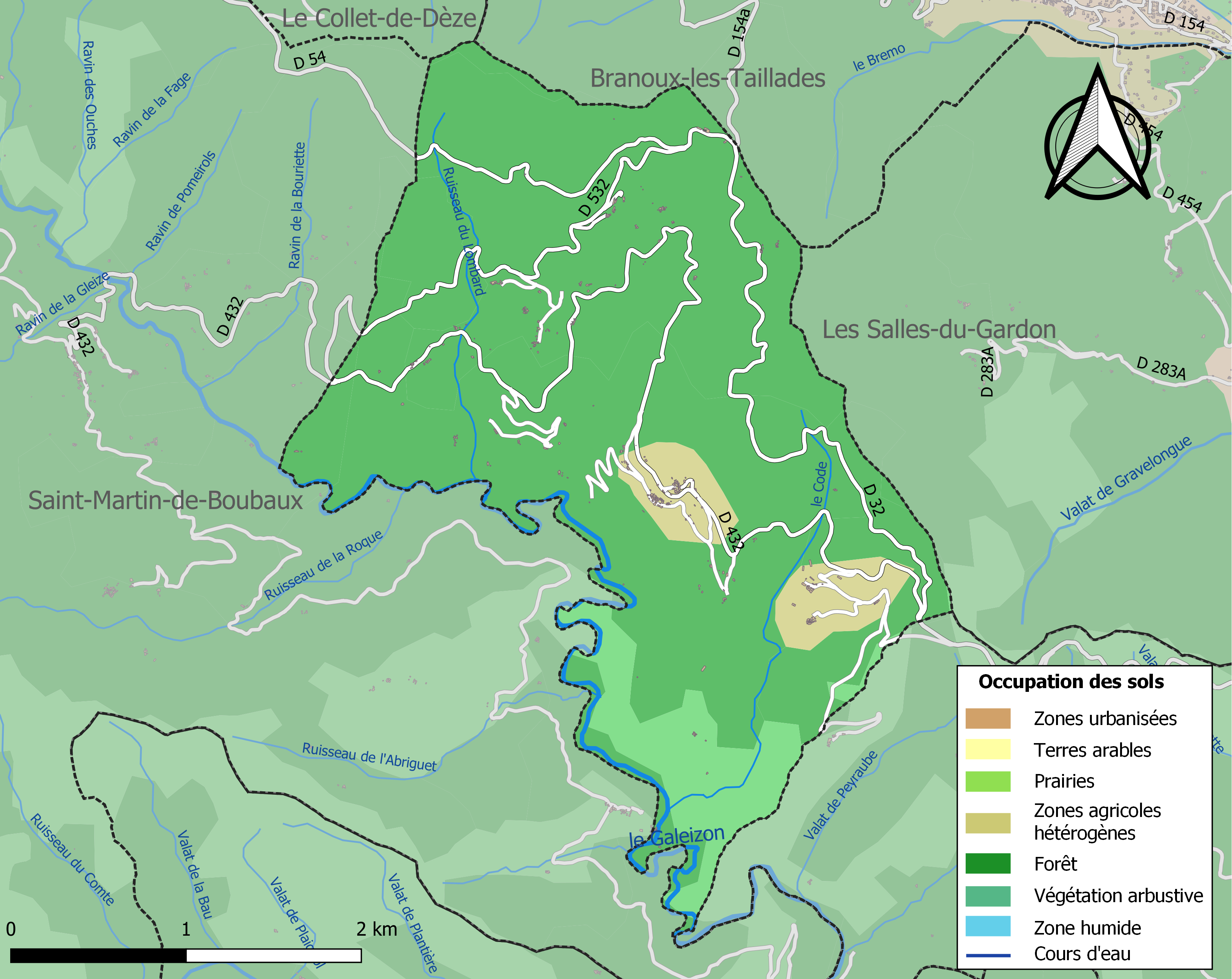
Carte des infrastructures et de l'occupation des sols de la commune en 2018 (CLC).

### Logement
Le nombre de logements sur la commune a été estimé à 99 en 2007. Ces logements se composent de 41 résidences principales, 51 résidences secondaires ou occasionnelles ainsi que 7 logements vacants.

### Risques majeurs
Le territoire de la commune de Lamelouze est vulnérable à différents aléas naturels : météorologiques (tempête, orage, neige, grand froid, canicule ou sécheresse), inondations, feux de forêts, mouvements de terrains et séisme (sismicité faible). Il est également exposé à un risque particulier : le risque de radon. Un site publié par le BRGM permet d'évaluer simplement et rapidement les risques d'un bien localisé soit par son adresse soit par le numéro de sa parcelle.

#### Risques naturels
Certaines parties du territoire communal sont susceptibles d’être affectées par le risque d’inondation par débordement de cours d'eau, notamment le Galeizon. La commune a été reconnue en état de catastrophe naturelle au titre des dommages causés par les inondations et coulées de boue survenues en 1982, 2002 et 2008,.

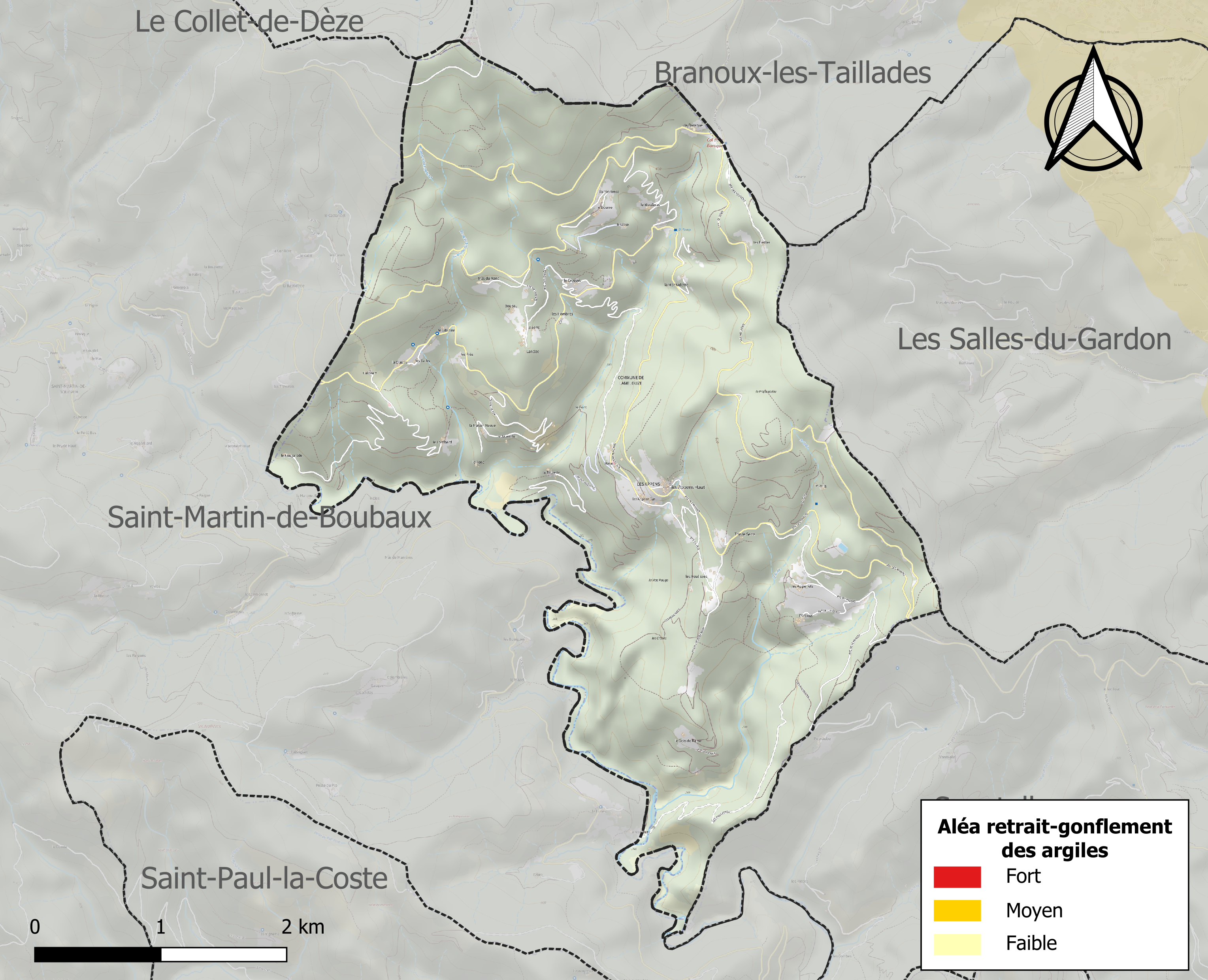
Carte des zones d'aléa retrait-gonflement des sols argileux de Lamelouze.

La commune est vulnérable au risque de mouvements de terrains constitué principalement du retrait-gonflement des sols argileux. Cet aléa est susceptible d'engendrer des dommages importants aux bâtiments en cas d’alternance de périodes de sécheresse et de pluie. 0 % de la superficie communale est en aléa moyen ou fort (67,5 % au niveau départemental et 48,5 % au niveau national). Sur les 116 bâtiments dénombrés sur la commune en 2019, 0 sont en aléa moyen ou fort, soit 0 %, à comparer aux 90 % au niveau départemental et 54 % au niveau national. Une cartographie de l'exposition du territoire national au retrait gonflement des sols argileux est disponible sur le site du BRGM,.
Par ailleurs, afin de mieux appréhender le risque d’affaissement de terrain, l'inventaire national des cavités souterraines permet de localiser celles situées sur la commune.

#### Risque particulier
Dans plusieurs parties du territoire national, le radon, accumulé dans certains logements ou autres locaux, peut constituer une source significative d’exposition de la population aux rayonnements ionisants. Certaines communes du département sont concernées par le risque radon à un niveau plus ou moins élevé. Selon la classification de 2018, la commune de Lamelouze est classée en zone 3, à savoir zone à potentiel radon significatif.

## Toponymie
Provençal La Melouso, La Mialouso (languedocien), du roman et bas latin Melosa. Racine provençale melous, du latin mellosus : mielleux, visqueux.
Lamelouze s'écrivait La Melouze en 1728 et La Melouse au moins jusqu'à la fin du XIXe siècle,.
Les habitants de Lamelouze se nomment les Lamelouziens et les Lamelouziennes.

## Histoire

### Moyen Âge
Le village est mentionné sous le nom de Melosa à partir de 1092 et durant tout le Moyen Âge.

## Politique et administration

### Liste des maires
| Période                                  | Période  | Identité       | Étiquette | Qualité                     |
| ---------------------------------------- | -------- | -------------- | --------- | --------------------------- |
| 2001                                     | 2014     | Patrick Astier | DVG       |                             |
| 2014                                     | En cours | Laure Barafort | PG        | Retraitée de l'enseignement |
| Les données manquantes sont à compléter. |          |                |           |                             |

## Population et société

### Démographie
L'évolution du nombre d'habitants est connue à travers les recensements de la population effectués dans la commune depuis 1793. Pour les communes de moins de 10 000 habitants, une enquête de recensement portant sur toute la population est réalisée tous les cinq ans, les populations de référence des années intermédiaires étant quant à elles estimées par interpolation ou extrapolation. Pour la commune, le premier recensement exhaustif entrant dans le cadre du nouveau dispositif a été réalisé en 2005.

En 2022, la commune comptait 138 habitants, en stagnation par rapport à 2016 (Gard : +2,97 %, France hors Mayotte : +2,11 %).
| 1793 | 1800 | 1806 | 1821 | 1831 | 1836 | 1841 | 1846 | 1851 |
| ---- | ---- | ---- | ---- | ---- | ---- | ---- | ---- | ---- |
| 268  | 252  | 277  | 381  | 371  | 358  | 384  | 358  | 364  |

| 1856 | 1861 | 1866 | 1872 | 1876 | 1881 | 1886 | 1891 | 1896 |
| ---- | ---- | ---- | ---- | ---- | ---- | ---- | ---- | ---- |
| 360  | 360  | 336  | 322  | 325  | 342  | 330  | 333  | 277  |

| 1901 | 1906 | 1911 | 1921 | 1926 | 1931 | 1936 | 1946 | 1954 |
| ---- | ---- | ---- | ---- | ---- | ---- | ---- | ---- | ---- |
| 256  | 280  | 255  | 224  | 227  | 210  | 189  | 130  | 121  |

| 1962 | 1968 | 1975 | 1982 | 1990 | 1999 | 2005 | 2006 | 2010 |
| ---- | ---- | ---- | ---- | ---- | ---- | ---- | ---- | ---- |
| 105  | 105  | 81   | 72   | 79   | 86   | 81   | 83   | 99   |

| 2015 | 2020 | 2022 | - | - | - | - | - | - |
| ---- | ---- | ---- | - | - | - | - | - | - |
| 139  | 138  | 138  | - | - | - | - | - | - |

## Économie

### Emploi
|                | 2008   | 2013  | 2018  |
| -------------- | ------ | ----- | ----- |
| Commune        | 15 %   | 9,2 % | 5,3 % |
| Département    | 10,6 % | 12 %  | 12 %  |
| France entière | 8,3 %  | 10 %  | 10 %  |

En 2018, la population âgée de 15 à 64 ans s'élève à 75 personnes, parmi lesquelles on compte 68,4 % d'actifs (63,2 % ayant un emploi et 5,3 % de chômeurs) et 31,6 % d'inactifs,. En  2018, le taux de chômage communal (au sens du recensement) des 15-64 ans est inférieur à celui de la France et du département, alors qu'en 2008 la situation était inverse.
La commune fait partie de la couronne de l'aire d'attraction d'Alès, du fait qu'au moins 15 % des actifs travaillent dans le pôle,. Elle compte 14 emplois en 2018, contre 32 en 2013 et 9 en 2008. Le nombre d'actifs ayant un emploi résidant dans la commune est de 49, soit un indicateur de concentration d'emploi de 28,6 % et un taux d'activité parmi les 15 ans ou plus de 43,4 %.
Sur ces 49 actifs de 15 ans ou plus ayant un emploi, 13 travaillent dans la commune, soit 27 % des habitants. Pour se rendre au travail, 79,6 % des habitants utilisent un véhicule personnel ou de fonction à quatre roues, 2 % les transports en commun, 8,1 % s'y rendent en deux-roues, à vélo ou à pied et 10,2 % n'ont pas besoin de transport (travail au domicile).

### Activités hors agriculture
7 établissements sont implantés  à Lamelouze au 31 décembre 2019.
Le secteur du commerce de gros et de détail, des transports, de l'hébergement et de la restauration est prépondérant sur la commune puisqu'il représente 57,1 % du nombre total d'établissements de la commune (4 sur les 7 entreprises implantées  à Lamelouze), contre 30 % au niveau départemental.

### Agriculture
|               | 1988 | 2000 | 2010 | 2020 |
| ------------- | ---- | ---- | ---- | ---- |
| Exploitations | 7    | 3    | 7    | 7    |
| SAU (ha)      | 168  | 81   | 75   | 128  |

La commune est dans les Cévennes, une petite région agricole occupant l'ouest du département du Gard. En 2020, l'orientation technico-économique de l'agriculture  sur la commune est la culture de fruits ou d'autres cultures permanentes. Sept exploitations agricoles ayant leur siège dans la commune sont dénombrées lors du recensement agricole de 2020 (sept en 1988). La superficie agricole utilisée est de 128 ha,,.

## Culture locale et patrimoine

### Édifices religieux
- Église Sainte-Cécile de Lamelouze.

## Héraldique
| Blason de Lamelouze | Blason  | D’azur, à un violon accompagné de quatre abeilles mises en croix, le tout d’or. |
| Blason de Lamelouze | Détails | L’azur et l’or indiquent la présence de cours d’eau, la deuxième couleur par les alluvions qu’ils déposent le long de leurs berges. Il s’agit ici du Fau (Le hêtre), du Galeizon et du Pont. Le violon est l’un des symboles de sainte Cécile la sainte patronne du village. Elle est la patronne des musiciens. Les abeilles traduisent le nom de Lamelouze qui désigne un lieu où la production de miel est facilité par une abondante végétation. Les ornements représentent du châtaignier, honorant ainsi les forêts communales. Le listel d'argent porte le nom de la commune en lettres majuscules de sable. La couronne de tours dit que l’écu est celui d’une commune ; elle n’a rien à voir avec des fortifications. Le statut officiel du blason reste à déterminer. |